# Бикенбах, Ричард
Ричард «Дик» Бикенбах (англ. Richard «Dick» Bickenbach ; 9 августа 1907-28 июня 1994) - американский художник-мультипликатор , который работал в Warner Bros.Cartoons и работал художником по макету и дизайнером персонажей для MGM и Hanna-Barbera Productions . Он работал над анимацией для многих мультфильмов и рисовал искусство для нескольких комиксов, адаптированных к шоу Ханны-Барбера, включая Медведь Йоги и Флинтстоуны.

## Карьера
Бикенбах свою карьеру начал в Warner Bros., работая аниматором в сериалах Looney Tunes и Merrie Melodies для режиссеров Фриза Фреленга , Фрэнка Ташлина и Роберта МакКимсона примерно за 11 лет. Он также озвучивал несколько мультфильмов, в основном изображая карикатуры на Бинга Кросби.
Позже он ушел и перешел в MGM в 1946 году и анимировал около восьмидесяти короткометражек «Том и Джерри» в течение десятилетия, которое он был здесь. Когда он переехал в Hanna-Barbera, он был одним из первых сотрудников и проработал там два десятилетия в качестве аниматора и художником по макету. Он оказал большое влияние на ранние мультипликационные стили Ханны-Барбера, и ему приписывают создание первых официальных моделей Медведя Йоги . Он был удостоен Золотой награды киноактеров за 1984 год.

## Личная жизнь
Жена Дороти Мэй Бейкер, поженились в октябре 1933 года.